# Happy Burstday
Happy Burstday는 대한민국의 보이 밴드 세븐틴의 다섯 번째 정규 음반이다. 2025년 5월 26일 플레디스 엔터테인먼트를 통해 YG플러스에서 발매되었으며, "폭발적인 재탄생"으로 표시된 새로운 장을 열며 밴드로서의 10주년을 기념한다.
이 음반에는 리드 싱글인 "Thunder"를 포함한 16곡과 세븐틴 멤버 각자의 솔로곡이 수록되어 있다. 곡들 중에는 미국의 음반 프로듀서인 퍼렐 윌리엄스와 팀발랜드와의 협업도 포함되어 있다.

## 배경 및 발매

케이크 위에 "Happy Burstday"가 쓰인 비디오로 음반 제목이 발표되었다.

플레디스 엔터테인먼트는 2025년 3월 24일 세븐틴의 10주년을 기념하는 정규 음반 발매 계획을 처음 공개했으며, 군 복무 중인 멤버를 포함한 13명 전원의 기여가 있었다. 4월 21일, 그룹은 다섯 번째 정규 음반이자 Face the Sun (2022) 이후 첫 음반 발매를 발표했다. 발표 클립은 떠다니는 봉투와 봉투 뒷면에 공개된 정보를 보여주었고 나중에 양초로 "Happy Burstday"라고 쓰인 생일 케이크로 이동했다. 클립에서 이 음반을 홍보하기 위한 다가오는 투어와 새로운 유닛의 데뷔도 예고되었다.
이 발매는 2015년 5월 26일 데뷔와 5월 29일 첫 EP인 17 CARAT 이후 밴드의 10주년을 기념한다. 음반 제목 'Happy Burstday'는 그룹의 "이정표"이자 "르네상스"를 상징하며 10주년을 반영한다. "Burst"는 "폭발적인 재탄생"을 표현하며 새로운 장을 여는 것을 두려워하지 않는다는 의미로 사용되었다. 이 음반은 그룹이 "재창조, 대담함, 진화"를 포용하는 새로운 시대로 도약하는 모습을 보여준다.
4월 28일 "Dare or Death"라는 제목의 티저 비디오가 공개되었으며, 시청자가 두 가지 옵션 중 하나를 선택할 수 있었다. 사라짐, 변형, 재탄생의 주제를 가진 세 개의 추가 콘셉트 비디오가 공개되었다. 음반 트랙리스트는 5월 13일에 공개되었고, 곡들의 하이라이트 메들리는 5월 16일에 공개되었다.

## 홍보
음반 홍보를 위해 플레디스는 5월 17일부터 21일까지 리스닝 파티를 열어 팬들이 곡들을 미리 들어볼 수 있도록 했다. 5월 25일, 그룹은 3일간의 "B-Day Party"의 정점인 서울 잠수교에서 1시간짜리 공연을 펼쳤다. 5월 12일에는 스탬프 랠리, 상품, 포토 부스 등을 포함한 행사 관련 활동을 상세히 설명하는 웹사이트가 개설되었다. 그룹은 또한 고잉 세븐틴의 두 부분으로 된 특별 에피소드를 공개할 예정이며, 첫 번째 부분은 5월 21일에 공개되었고 두 번째 부분은 5월 28일로 예정되어 있다.
그룹은 또한 Airbnb와의 협업을 발표했으며, 추첨을 통해 선정된 60명의 팬이 멤버들과 함께 이벤트에 참여한다.

## 평가
| Happy Burstday에 대한 전문가 평가 | Happy Burstday에 대한 전문가 평가 |
| 평가 점수                         | 평가 점수                         |
| 출처                              | 점수                              |
| --------------------------------- | --------------------------------- |
| 클래시                            | 8/10                              |
| NME                               | [ 18 ]                            |

클래시의 이사도라 완더뮤렘은 Happy Burstday를 강력한 프로덕션과 세븐틴의 13명 멤버 각자의 정체성을 탐구하려는 의지에 대해 칭찬했다. 그러나 그녀는 후자의 실행에 대해 비판하며 음반 전체의 응집력 부족을 지적했다. NME의 글래디스 여는 3점 리뷰에서 "이 음반의 솔로곡들은 각 멤버가 홀로 섰을 때의 강점과 약점을 드러내지만, 그룹 트랙들은 전체로서의 케미스트리와 매력을 자신 있게 증명한다"고 언급했다.

## 트랙 목록
| #            | 제목                                    | 작사                             | 작곡                                                                                      | 편곡                            | 재생 시간 |
| ------------ | --------------------------------------- | -------------------------------- | ----------------------------------------------------------------------------------------- | ------------------------------- | --------- |
| 1.           | 〈HBD〉                                 | 우지 범주                        | 우지 범주 BuildingOwner Benjamin 55 Stary 55 SamUil Desmond "DCope" Copeland Young Chance |                                 | 2:35      |
| 2.           | 〈Thunder〉                             | 우지 범주                        | 우지 범주 S.Coups                                                                         | 범주                            | 2:44      |
| 3.           | 〈Bad Influence〉                       | 퍼렐 윌리엄스                    | 윌리엄스                                                                                  | 윌리엄스 Mike Larson            | 2:47      |
| 4.           | 〈Skyfall〉 (디에잇 솔로)               | 디에잇 버논 Robb Roy             | 디에잇 Numbernine Robb Roy Nicolkeem                                                      | Numbernine Nicolkeem            | 3:00      |
| 5.           | 〈Fortunate Change〉 (조슈아 솔로)      | 우지                             | 우지 Ohway!                                                                               | 우지 Ohway!                     | 3:37      |
| 6.           | 〈99.9%〉 (원우 솔로)                   | 우지                             | 우지 El Capitxn Vendors (Zenur)                                                           | 우지 El Capitxn Vendors         | 3:05      |
| 7.           | 〈Raindrops〉 (승관 솔로)               | 하현상 승관                      | 하현상 승관                                                                               | 신승익                          | 3:44      |
| 8.           | 〈Damage〉 (호시 솔로, 피처링 팀발랜드) | 우지 호시                        | 우지 팀발랜드 Angel "Babe Truth" Lopez 페데리코 빈드버                                    | 우지 팀발랜드 Babe Truth 빈드버 | 2:43      |
| 9.           | 〈Shake It Off〉 (민규 솔로)            | 민규 사무엘 아레돈도 Shannon Bae | 민규 IOAH                                                                                 | IOAH                            | 2:48      |
| 10.          | 〈Happy Virus〉 (도겸 솔로)             | 우지 도겸                        | 우지 BuildingOwner                                                                        | 우지 BuildingOwner              | 3:14      |
| 11.          | 〈Destiny〉 (운명, 우지 솔로)           | 범주                             | 범주 박기태                                                                               | 범주 박기태                     | 4:21      |
| 12.          | 〈Shining Star〉 (버논 솔로)            | 버논 Robb Roy                    | Virgin Kim Robb Roy Numbernine Reiji Okarmoto                                             | Virgin Kim Numbernine 박세준    | 3:21      |
| 13.          | 〈Gemini〉 (쌍둥이자리, 준 솔로)        | 준 황유빈 (XYXX) 조윤경          | Vincenzo Ele Shorelle Jordan Shaw                                                         | Vincenzo Ele                    | 3:10      |
| 14.          | 〈Trigger〉 (디노 솔로)                 | 디노                             | Pdogg Count Baldor GhstLoop Ninos Hanna Wiljam                                            | Pdogg Count Baldor GhstLoop     | 2:29      |
| 15.          | 〈Coincidence〉 (우연, 정한 솔로)       | 우지                             | 우지 이범훈                                                                               | 우지 이범훈                     | 2:43      |
| 16.          | 〈Jungle〉 (S.Coups 솔로)               | S.Coups                          | 범주 S.Coups                                                                              | 범주 BuildingOwner              | 2:33      |
| 총 재생 시간 | 총 재생 시간                            | 총 재생 시간                     | 총 재생 시간                                                                              | 총 재생 시간                    | 49:19     |

## 차트
| 차트 (2025)                       | 최고 순위 |
| --------------------------------- | --------- |
| 벨기에 앨범 (울트라탑 플랑드르)   | 25        |
| 벨기에 앨범 (울트라탑 왈로니아)   | 18        |
| 프랑스 앨범 (SNEP)                | 14        |
| 그리스 음반 (IFPI)                | 3         |
| 헝가리 실물 음반 (MAHASZ)         | 8         |
| 일본 앨범 (오리콘)                | 1         |
| 일본 통합 음반 (Oricon)           | 1         |
| 일본 핫 음반 (Billboard Japan)    | 1         |
| 92                                |           |
| 대한민국 음반 (Circle)            | 1         |
| 스위스 앨범 (슈바이처 히트파라데) | 39        |
| 영국 디지털 앨범 (OCC)            | 38        |
| 미국 빌보드 200                   | 2         |
| 미국 월드 앨범 (《빌보드》)       | 1         |

| 차트 (2025)          | 최고 순위 |
| -------------------- | --------- |
| 일본 음반 (오리콘)   | 1         |
| 대한민국 음반 (써클) | 1         |

## 발매 역사
| 지역      | 날짜            | 형식                     | 레이블              | Ref.   |
| --------- | --------------- | ------------------------ | ------------------- | ------ |
| 여러 지역 | 2025년 5월 26일 | 디지털 다운로드 스트리밍 | 플레디스 YG플러스   | [ 34 ] |
| 대한민국  | 2025년 5월 26일 | CD 키트 음반 QR 코드     | 플레디스 YG플러스   | [ 34 ] |
| 일본      | 2025년 5월 27일 | CD 키트 음반 QR 코드     | 플레디스            | [ 35 ] |
| 미국      | 2025년 5월 30일 | CD                       | 플레디스 인터스코프 | [ 36 ] |